# La expulsión de los mercaderes (El Greco, Cambridge)
La expulsión de los mercaderes, o La purificación del Templo, es un lienzo de Doménikos Theotocópuli —el Greco—que actualmente pertenece al Fogg Art Museum. El Greco realizó siete versiones de este motivo, siendo cronológicamente ésta la cuarta de ellas, posterior a La expulsión de los mercaderes (Nueva York), y anterior a La expulsión de los mercaderes (Londres).

## Introducción
La Expulsión de los mercaderes del Templo es un episodio de la vida de Jesús, narrado en los cuatro evangelios canónicos: —Mt. 21:12, Mr. 11:15-17, Lc. 19:45-46, Jn. 2:13-16— donde se relata como Jesús expulsó del Templo de Jerusalén a los cambistas y comerciantes que vendían animales para sacrificios rituales.
El Greco mantuvo el mismo esquema general en las siete ocasiones en que repitió esta temática, lo cual es muy interesante para estudiar la evolución de su estilo a lo largo de su vida. El pintor ejecutó este tema dos veces en su etapa italiana y —ya en España— lo retomó unos veinte años después, con una composición más clara, eliminando los elementos anecdóticos de las versiones italianas. El presente lienzo se considera, cronológicamente, el segundo de su etapa española.

## Análisis de la obra
- Pertenece al Fogg Art Museum, en el conjunto de los Harvard Art Museums, de la Universidad de Harvard, en Cambridge (Massachusetts);[9]
- Pintura al óleo sobre lienzo;
- Dimensiones: 43 x 53 cm, según Wethey (41.3 x 52.7 cm, según el Museo);[10]
- Datación: 1595-1600, según Wethey (c. 1600, según el Museo);
- Consta en el catálogo razonado de Harold Wethey con el n º. 107, y en el de Tiziana Frati con la referencia 95-b.[11]

Esta versión es una réplica de la anterior Expulsión de los mercaderes (Nueva York). Harold E. Wethey reconoce la participación del taller del Greco, pero señala que la calidad de ejecución es comparable a la del propio maestro. Como en la versión precedente, el Greco ha eliminado todos los elementos accesorios, y ha introducido algunos cambios menores: cobran mayor importancia los dos ancianos, las figuras aparecen más cercanas al espectador y ha disminuido notablemente la parte derecha.
Jesús ocupa ahora el centro del lienzo, rodeado de las figuras en escorzo de los mercaderes y cambistas, que llenan la mayor parte de la superficie del lienzo. Se mantienen las referencias arquitectónicas, cuyos relieves aluden a la Expulsión de Adán y Eva del Paraíso terrenal y al Sacrificio de Isaac. El escenario es parecido al de su época italiana, aunque ahora se reduce al lugar necesario para enmarcar la acción —solo ocupa la cuarta parte superior— y su color es más apagado. Continúan viéndose los edificios "romanos" a través del gran arco del centro. Los colores son los propios de esta época del Greco: rosa, amarillo y verde luminoso, aplicados sutilmente sobre un fondo pictórico castaño rojizo, con una técnica ilusionista propia de la escuela veneciana de pintura.

## Procedencia
- Trotti et Cie, París;
- Fischer, New York;
- Reinhardt Galleries, New York;
- Mr. and Mrs. Aaron Naumburg (1927 - 1928);
- Mrs. Nettie G. Naumburg (1928 - 1930);
- Legado al Fogg Art Museum, 1930.[12]